# Райт Марія Веніамінівна
Райт Марія Веніамінівна (рос. Райт Мария Вениаминовна; 1 березня 1922 року — 8 березня 2001 року) — радянський історик, африканіст-ефіопіст, етнограф, кандидат історичних наук, завідувач сектора історії Африки Академії наук СРСР. Основний напрямок досліджень — модерна та сучасна історія Ефіопії, її етнографія, мовознавство, дво- та багатосторонні відносини африканських країн.

## Біографія
Народилась Марія Райт 1 березня 1922 року. Марія Веніамінівна закінчила Московський державний університет, факультет історії. 6 лютого 1943 року була призвана до лав Радянської армії молодшим лейтенантом й потрапила на Центральний фронт Другої світової війни. 
Працювала науковим співробітником Інституту етнографії Академії наук СРСР; завідувачем сектора історії Африки Академії наук СРСР.
Померла Марія Райт 8 березня 2001 року.

## Праці
Праці Марії Райт присвячені історії Ефіопії, її етнографії, міждержавним відносинам африканських країн.
- (рос.) Русские экспедиции в Эфиопии в середине XIX — начале XX в. и их этнографические материалы // Африканский этнографический сборник. — М., 1956. — Т. 1.
- (рос.) Райт М. В., Титов Е. Г. Эфиопия. Страна. Люди. — М. : Географгиз, 1960.
- (рос.) Райт М. В. Народы Эфиопии. — М. : Наука, 1965. — 259 с.
- (рос.) Эфиопия и Сомали // Новейшая история Африки. — 2 изд. — М., 1968.
- (рос.) Актуальные проблемы межафриканских отношений. — М., 1983.
- (рос.) История Африки в XIX—начале XX в. — 2 изд. — М., 1984.

## Нагороди і відзнаки
Нагороджена орденом Вітчизняної війни II ступеня.